# Maxi Pereira
Maximiliano "Maxi" Pereira (ur. 8 maja 1984 w Montevideo) – urugwajski piłkarz, który występował na pozycji prawego obrońcy lub prawego pomocnika. 
W latach 2005–2018 wielokrotnie występował w reprezentacji Urugwaju. Zdobywca Copa América 2011. Uczestnik Mistrzostw Świata w 2010, 2014 oraz 2018 roku.
Najwięcej występów zaliczył dla portugalskiego SL Benfica. Występował również w: FC Porto, Defensor Sporting, CA Peñarol oraz River Plate Montevideo.

## Kariera klubowa
Maxi Pereira zawodową karierę rozpoczynał w 2002 w drużynie ze swojego rodzinnego miasta – Defensor Sporting. Początkowo pełnił w nim rolę rezerwowego podobnie jak swoi rówieśnicy – Miguel Amado i Álvaro González. Z czasem Maxi pełnił w zespole coraz ważniejszą rolę. Miejsce w podstawowym składzie na stałe wywalczył sobie podczas rozgrywek w 2004 roku. W sezonie 2005 i 2005/2006 (zmieniono formę rozgrywek) Maxi Pereira zdobył łącznie 16 bramek w 37 ligowych pojedynkach i został jednym z najlepszych strzelców rozgrywek. W zespole Defensoru urugwajski piłkarz grał na pozycji prawego pomocnika.
W 2007 Defensor Sporting za 2,7 miliona £ sprzedało Pereirę do portugalskiej SL Benfiki. 6 listopada Pereira strzelił bramkę dla Benfiki w zremisowanym 1:1 meczu z Milanem w ramach rozgrywek Ligi Mistrzów 2007/2008. Gol ten został uznany jednym z najładniejszych w tej edycji Champions League. Benfica zajęła w swojej grupie 3. miejsce i awansowała do Pucharu UEFA. W sezonie 2007/2008 urugwajski gracz rozegrał dla Benfiki 23 mecze w SuperLidze i zajął z nią w końcowej tabeli 4. pozycję. W sezonie 2007/2008 występował na pozycji prawego pomocnika, natomiast od kolejnych rozgrywkach grał już jako prawy obrońca. Zastąpił na niej sprzedanego do Realu Betis Nélsona Marcosa.

## Kariera reprezentacyjna
W reprezentacji Urugwaju Maxi Pereira zadebiutował 26 października 2005 roku w przegranym 1:3 meczu przeciwko Meksykowi. Od tego czasu coraz częściej był powoływany do drużyny narodowej, aż stał się jej podstawowym zawodnikiem. W 2007 roku razem z reprezentacją swojego kraju zajął 4. miejsce w rozgrywkach Copa América. Następnie razem ze swoją drużyną narodową awansował do Mistrzostw Świata w RPA.

## Sukcesy

### SL Benfica
- Mistrzostwo Portugalii: 2009/10, 2013/14, 2014/15
- Puchar Portugalii: 2013/14
- Puchar Ligi Portugalskiej: 2008/09, 2009/10, 2010/11, 2011/12, 2013/14, 2014/15
- Superpuchar Portugalii: 2014/15
- Uczestnik Ligi Mistrzów: 2007/08, 2010/11, 2011/12, 2012/13, 2013/14, 2014/15
- Uczestnik Ligi Europy: 2009/10, 2010/11, 2012/13, 2013/14

### FC Porto
- Mistrzostwo Portugalii: 2017/18
- Superpuchar Portugalii: 2018/19
- Uczestnik Ligi Mistrzów: 2015/16, 2016/17, 2017/18, 2018/19
- Uczestnik Ligi Europy: 2015/16

### CA Peñarol
- Mistrzostwo Urugwaju: 2020/21

### Reprezentacja Urugawaju
- Złoty medal Copa América: 2011
- Uczestnik Mistrzostw Świata: 2010, 2014, 2018
- Uczestnik Copa America: 2007, 2015, 2016[1]